# Answers in Genesis

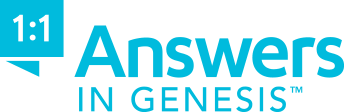

Answers in Genesis (en español: Respuestas del Genesis) es una organización Apologética Cristiana, de creyentes en la Biblia fundada como organización sin ánimo de lucro enfocada particularmente en el Creacionismo y en una interpretación fundamentalista del Libro del Génesis. La Organización tiene oficinas en Reino Unido y los Estados Unidos. Tuvo oficinas en Australia, Canadá, Nueva Zelanda y Sudáfrica, pero en 2006 se escindieron para formar la Iglesia Internacional de la Creación (Creation Ministries International).

## Opiniones
La organización apoya el mito bíblico sobre el origen del Universo, la Tierra y la vida; sostiene que este proceso comenzó diez mil años antes del presente. Su tarea se enfoca en la defensa de esta tesis y la crítica del evolucionismo. A fin de defender su interpretación apelan a estudios pseudocientíficos y diversas falacias lógicas, a menudo escritas por académicos marginales, o pertenecientes a organizaciones fundamentalistas. Ocasionalmente citan textos científicos fuera de contexto, de manera parcial o sesgada, e incluso interpretaciones ya superadas por la comunidad académica. Acuerdan parcialmente con los defensores de la teoría del diseño inteligente (DI),la cual, sin embargo, critican por no mencionar al Dios cristiano y seguir las hipótesis científicas sobre la edad del Universo.A su vez, los defensores del diseño inteligente consideran que el contenido de Answers in Genesis lleva a  la incredulidad a muchos cristianos reflexivos.
Desde el campo del escepticismo, Brian Dunning incluyó al sitio web de la organización en el puesto número 5 de su lista de los 10 peores sitios web anticientíficos. La Asociación de Escépticos Australianos mantiene un sitio web dedicado a refutar las afirmaciones de Answers in Genesis.